# Jurgen Karlsson
Jurgen Karlsson ist ein schwedischer Poolbillardspieler. Er wurde zweimal Europameister im 14/1 endlos.

## Karriere
Bei der EM 1981 wurde Jurgen Karlsson durch einen Finalsieg gegen seinen Landsmann Tomy Eriksson im 14/1 endlos erstmals Europameister.
Ein Jahr später erreichte er erneut das Finale, verlor dieses jedoch gegen Ulf Hjalmvall.
1985 gewann er im Finale gegen Bengt Pedersen seinen zweiten EM-Titel im 14/1 endlos.
Bei der EM 1986 unterlag er im Finale dem Deutschen Norbert Lang.
1988 gewann Karlsson mit Bronze im 9-Ball seine letzte EM-Medaille.